# Josef Chaim Brenner

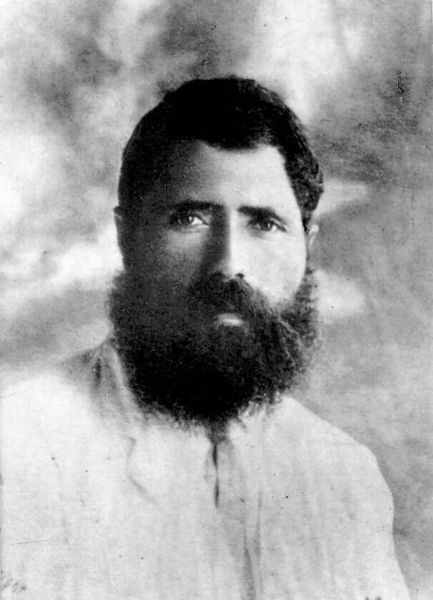
Josef Chaim Brenner (1910)

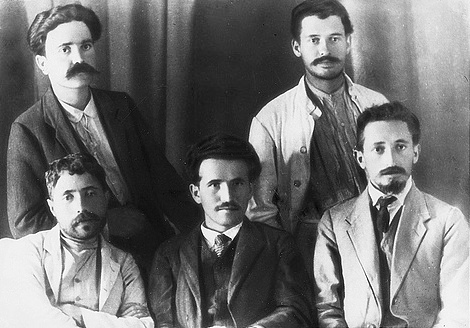
Brenner als Redaktionsmitglied der Zeitung HaAchdut, 1910. Von rechts nach links: Jizchak Ben Zwi, David Ben-Gurion, Josef Chaim Brenner (vordere Reihe), Aharon Reuveni mit Jaʿakow Zerubawel im Hintergrund stehend.

Josef Chaim Brenner (Varianten der Vornamen: Yosef, Joseph, Haim, Pseudonym zeitweilig: J. Hever; * 11. September 1881 in Nowi Mlyny, Gouvernement Tschernigow, Russisches Kaiserreich; † 2. Mai 1921 in Abu Kabir bei Jaffa, Britisch-Palästina) war ein russisch-jüdischer Schriftsteller, Literaturkritiker, Übersetzer und Zionist. Ähnlich wie Joseph Trumpeldor erhielt er durch seinen Tod eine ikonische Bedeutung im zionistischen Geschichtsbild.

## Leben
Josef Chaim Brenner wuchs als Kind armer jüdischer Eltern in einem Schtetl in der Ukraine auf. Als Junge studierte Brenner zunächst in verschiedenen Jeschiwot, darunter in Potschep, wo er sich mit Uri Nissan Gnessin, dem Sohn des Schulleiters, befreundete. Er wandte sich von religiösen Weltanschauungen ab und entwickelte ein starkes Interesse an der russischen Literatur seiner Zeit, insbesondere für Lew Nikolajewitsch Tolstoi, den er später übersetzte.
Brenner zog nach Gomel, wo er sich dem Allgemeinen Jüdischen Arbeiterbund (Bund) anschloss und seine erste Kurzgeschichte Pat Lechem (hebräisch פת לחם ‚Ein Stück Brot‘) veröffentlichte. Nach 1900 lebte er in Białystok und Warschau und diente in den Jahren 1901–1904 in der russischen Armee. Beim Ausbruch des Russisch-Japanischen Krieges entfloh er mit Hilfe einiger Freunde nach London, wo er in der sozialistischen Bewegung Poale Zion tätig war.
Er arbeitete in einer Druckerei und gründete 1906 die Zeitschrift HaMeorer (hebräisch תנאי ‚der Erwecker‘). 1908 zog er nach Lemberg in Österreich-Ungarn, wo er als Redakteur einer Zeitschrift arbeitete und eine jiddische Monographie über das Leben des Schriftstellers Abraham Mapu verfasste.
1909 wanderte er mit der sogenannten Zweiten Alija nach Palästina im Osmanischen Reich aus, wo er zunächst in Chadera arbeitete und später nach Jerusalem zog. Im Ersten Weltkrieg nahm Brenner die osmanische Staatsbürgerschaft an, um das Land nicht verlassen zu müssen. 1915 zog er nach Jaffa und unterrichtete am Herzlia-Gymnasium in Tel Aviv hebräische Grammatik und Literatur. Zu dieser Zeit war er Redakteur verschiedener Zeitschriften und 1920 einer der Gründer der Gewerkschaft Histadrut.
Als er 1921 aus Galiläa nach Jaffa zurückkehrte, wurde er zusammen mit den Schriftstellern Zwi Schatz und Joseph Luidor sowie Mitgliedern der in Abu Kabir isoliert wohnenden jüdischen Familie Jazker (Yatzkar), Jehuda Yatzkar, Avraham Yatzkar und Zwi Gugig, während der Unruhen von Jaffa von arabischen Zivilisten ermordet. In der damals insbesondere von David Ben-Gurion gehaltenen Annahme, die palästinensischen Fellachen seien in Wirklichkeit jüdischer Abstammung, hatte er im April 1921 noch zwei Versuche unternommen, mit Arabern ins Gespräch zu kommen. Allerdings stammen aus seiner Feder auch vereinzelt sehr provokative Schriften, welche mit Blick auf die arabische Bevölkerung Palästinas nicht frei sind vom Motiv der Rache.

## Politische Einordnung
Nach der vom Historiker Yosef Gorny in Zionism and the Arabs, 1882–1948: A Study of Ideology (1987) vorgeschlagenen Einteilung des Jischuv-basierten Zionismus in vier Hauptgruppen (sogenannte Schulen), zählt Josef Chaim Brenner mit Mosche Smilansky (später liberal), Zeev Smilansky, Yehoschua Barzilay (Schriftsteller) und Avraham Ludivpol (Journalist) zur Gruppe der Separatisten, die eine Abspaltung von der arabischen Mehrheitsgesellschaft anstrebten. Dieser Gruppe gegenüber stehen laut Gorny die von Brenner rhetorisch hart angegriffenen Autoren Jitzchak Epstein, Josef Luria und Nissim Malul (ein Jude aus Kairo und Abgänger einer dortigen Universität), die für kulturelle Integration eintraten, sowie die liberalen um Arthur Ruppin und Jaakov Thon, welche in Bezug auf den Umgang mit der arabischen Mehrheit einen pragmatischen Mittelweg einschlagen wollten. Die vierte Gruppe bezeichnet Gorny als „konstruktive Sozialisten“ und nennt dafür Jitzchak Ben Zwi, David Ben-Gurion, Jakov Zerubavel, Yosef Sprinzak und David Blumenfeld von den dominierenden Arbeiterzionisten, deren Ziel die „Eroberung der Arbeit“ war.

## Werk
Brenners literarisches Werk spiegelt die Erfahrungen seines Lebens wider. Immer wieder kommt das Motiv des Wanderns zur Sprache, wobei seine literarischen Figuren sich zunächst der Illusion hingeben, dass ein Wechsel des Wohnorts auch zu einer Änderung des persönlichen Schicksals führen werde. Die Wanderungen führen in verschiedenste Richtungen: vom Stetl in die Stadt, von Ost- nach Westeuropa, von der Diaspora nach Erez Israel, und selbst hier vom Dorf nach Jerusalem. Einige seiner Romane sind aus der Perspektive des auktorialen Erzählers geschrieben, tragen jedoch einen intimen und persönlichen Ton. Er bereicherte die hebräische Umgangssprache durch die Aufnahme von jiddischen, russischen und deutschen Wörtern und Redewendungen und schreckte bei Erzählungen aus dem betreffenden Sprachgebiet auch nicht vor der Benutzung von Anglizismen und Arabismen zurück. Seine Protagonisten sind Antihelden, die offen zu ihrem „Antiheldentum“ stehen. Als Verlierer und Außenseiter werden sie auf satirische Weise Gewinnertypen gegenübergestellt, die im sozialen und sexuellen Bereich ihren Erfolg genießen. Brenner übersetzte ins Hebräische: von Gerhart Hauptmann Die Weber, Michael Kramer, Fuhrmann Henschel und Einsame Menschen, von Dostojewski Schuld und Sühne, von Tolstoi Der Gutsherr und sein Werk, von Arthur Ruppin Die Juden der Gegenwart sowie das Tagebuch von Joseph Trumpeldor. Als Kritiker setzte sich Brenner mit namhaften Autoren der zeitgenössischen hebräischen und jiddischen Literatur auseinander, darunter Peretz Smolenskin, Jehuda Leib Gordon, Micha Josef Berdyczewski, Mendele Moicher Sforim, Chaim Nachman Bialik, Saul Tschernichowski, Isaak Leib Perez und Schalom Alechem. In zahlreichen Artikeln und Essays behandelte Brenner die Ansichten von Achad Ha-Am. Hauptsächlich ging es dabei um die Interpretation des Begriffs Galut (Diaspora). Für Brenner bedeutete das Leben in der jüdischen Diaspora Müßiggang, und die Rettung eines solchen Lebens lag in der Arbeit. Produktive Arbeit für das jüdische Volk war seiner Ansicht nach eine Lebensfrage. Das Judentum sei keine Ideologie, sondern eine individuelle Erfahrung, die nur durch Änderungen im sozialen und wirtschaftlichen Bereich zu einer kollektiven Erfahrung werden könne.
Sein eigenes Werk wurde von der zeitgenössischen Kritik unterschiedlich beurteilt. Einige, wie Joseph Gedalja Klausner, kritisierten die mangelnde Distanz zwischen Autor und ästhetischem Objekt. Bialik beschrieb ihn als wichtigen Autor, dessen Stil von Sorglosigkeit geprägt sei, während für Berdyczewski die überragende Ehrlichkeit seines Schreibens seine stilistischen Mängel in den Schatten stellte. Kollegen und Freunde sahen ihn als „weltlichen Heiligen, gefangen in einer Welt, die seiner nicht wert war“ (Hillel Zeitlin).
Michel Abitbol schreibt, dass Brenners Werk das „Klima der Gefahr“ spiegelt, das das Leben im Jischuv bestimmt hat. Brenner glaubte nicht an die Möglichkeit eines friedlichen Zusammenlebens von Juden und Arabern und griff mit harten Worten die Kanaanisten und Pansemiten an, die sich für eine kulturelle Integration der jüdischen Einwanderer in den „arabischen Raum“ aussprachen. Brenner argumentierte, der Zwist zwischen Arabern und Juden sei politischer und nicht moralischer Natur, er betreffe zudem die Völker und nicht die einzelnen Menschen und deshalb gebe es keinen Platz für Debatten über Gewissensfragen, Ergüsse des Mitleids, der Brüderlichkeit oder der Liebe. Der „arabische Albtraum“ sei deshalb ebenso gefährlich wie der Judenhass in Osteuropa. Da die Alltagserfahrung auch im Land der Vorfahren von Gewalt und Erniedrigungen geprägt sei, unterscheide sich folglich ihr Leben nicht von dem, das sie zuvor in Europa geführt hatten. Brenner entwickelte sich zum Anhänger der „jüdischen Selbstverteidigung“, die eher einem Notwehrexzess entsprach. So empfahl er in einem Bruch mit der jüdischen Lehre und Tradition und in Verdrehung des Schma Jisrael: „Höre Jisrael! Nicht 'Auge um Auge', sondern zwei Augen für ein Auge, alle ihre Zähne für jede Demütigung“. Die rabbinische Lehre leitet daraus nur finanzielle Kompensation ab.

## Die Brenner-Affäre
Am 24. November 1910 veröffentlichte Joseph Chaim Brenner in der Arbeiterzeitung HaPoel Hazair einen Artikel über die Konversion zahlreicher europäischer Juden zum Christentum und entfachte damit einen großen Streit, der als Brenner-Affäre in die Annalen einging. Sie fand 1911 ihren Höhepunkt und beschäftigte bis 1913 die öffentliche Meinung in Eretz Israel und der ganzen jüdischen Welt, besonders aber in Osteuropa. Brenner führte aus, man müsse diese Übertritte nicht fürchten, das Volk Israel sei dadurch nicht in der Existenz bedroht; außerdem sei die Bibel weder das „Buch der Bücher“ noch die „Heilige Schrift“ – es folgte ein Sturm der Entrüstung, der Zeitung wurden die Subventionen gestrichen, heftige Debatten zwischen Ablehnern und Unterstützern folgten. Die Reaktion des Odessaer Komitees der Chovevei Zion, das die Gelder stoppte, wurde aber überwiegend als unzulässige Einmischung und als Eingriff in die Meinungsfreiheit abgelehnt. Achad Ha'am forderte Brenners Entlassung, der junge Aktivist David Ben-Gurion sprach sich für Brenner aus. HaPoel Hazair ging schließlich gestärkt aus der „Affäre“ hervor und entwickelte sich weiter zu einer angesehenen Zeitung des Landes. Brenner hatte das Blatt im Oktober verlassen und war zu HaAchdut gewechselt.

## Ehrungen
- Der größte Kibbuz Israels, Givat Brenner südlich von Rechowot, ist nach Josef Chaim Brenner benannt.
- Das 1978 errichtete Gebäude der Organisation Ha-No’ar ha-Owed we-ha-Lomed in Abu Kabir wurde nach Josef Chaim Brenner benannt.[5]

## Schriften
- Me-ʻemek ʻakhor: tsiyurim u-reshimot. Tushiyah, Warschau 1900 (Kurzgeschichten).
- Ba-ḥoref. HaShilo'aḥ, 1904 (Roman).
  - Jiddisch bei Literarisher Bleter, Warschau 1936.
- Mi-saviv la-nekudah. HaShilo'aḥ, Warschau 1904 (Roman).
  - Jiddisch bei Yiddisher Literarisher Ferlag, Berlin 1923.
- Me'ever la-gvulin. Y. Groditzky, London 1907 (Theaterstück).
- Min ha-metzar. HaOlam, 1908–1909 (Novelle).
- Bein mayim le-mayim. Sifrut, Warschau 1909 (Novelle).
- Kitve Y. Ḥ. Brenner. Kruglyiakov, 1909 (Gesammelte Werke).
- Atzabim. Shalekhet, Lwiw (Lemberg) 1911 (Novelle).
- Mi-kan u-mi-kan: shesh maḥbarot u-miluʼim. Sifrut, Warschau 1911 (Roman).
- Sipurim. In der Reihe Sifriyah ʻamamit; Nr. 9, Kadimah Publisher, New York 1917 (Erzählungen).
- Shekhol ve-khishalon; o, sefer ha-hitlabtut (שכול וכישלון). Hotsaʼat Shtibel, 1920 (Roman).
- Kol kitve Y. Ḥ. Brenner. Hotsaʼat Shtibel, Tel Aviv 1924–1930 (Gesammelte Werke).

### Sachbuch
- Matan Hermoni: Between Here, Now, and Then: Yosef Ḥayyim Brenner. in: Efrat Gal-Ed, Natasha Gordinsky, Sabine Koller, Yfaat Weiss (Hrsg.): In: Thier Surroundings. Localizing Modern Jewish Literatures in Eastern Europe. Vandenhoeck & Ruprecht, 2022/2023, ISBN 978-3-666-30611-2 (digital), S. 71–76 (englisch, kostenfreier Volltext im Open Access).
- Encyclopedia Judaica. Bd. 4, S. 1347–1351.
- Jüdisches Lexikon. Bd. 1, Berlin 1927, Sp. 1155–1157.
- John F. Oppenheimer (Red.) u. a.: Lexikon des Judentums. 2. Auflage. Bertelsmann Lexikon Verlag, Gütersloh u. a. 1971, ISBN 3-570-05964-2, Sp. 117.
- Gershon Shaked: Geschichte der modernen hebräischen Literatur. Prosa von 1880 bis 1980. Aus dem Hebräischen von Anne Birkenhauer. Jüdischer Verlag, Frankfurt am Main 1996, ISBN 978-3-633-54112-6.

### Belletristik
- Rosie Pinhas-Delpuech: Le typographe de Whitechapel. Comment Y. H. Brenner réinventa l’hébreu moderne. Éditions Actes Sud, Arles 2021, ISBN 978-2-330-15590-2.